# جيريمي غانيون لاباري
جيريمي غانيون لاباري ولد 9 مارس 1995 هو لاعب كرة قدم كندي محترف يلعب حاليًا مع نادي يورك يونايتد .

## روابط خارجية
- Jérémy Gagnon-Laparé at Major League Soccer
- جيريمي غانيون لاباري على موقع اتحاد كندا لكرة القدم
- USSF Development Academy bio